# Stauffacherin-Denkmal

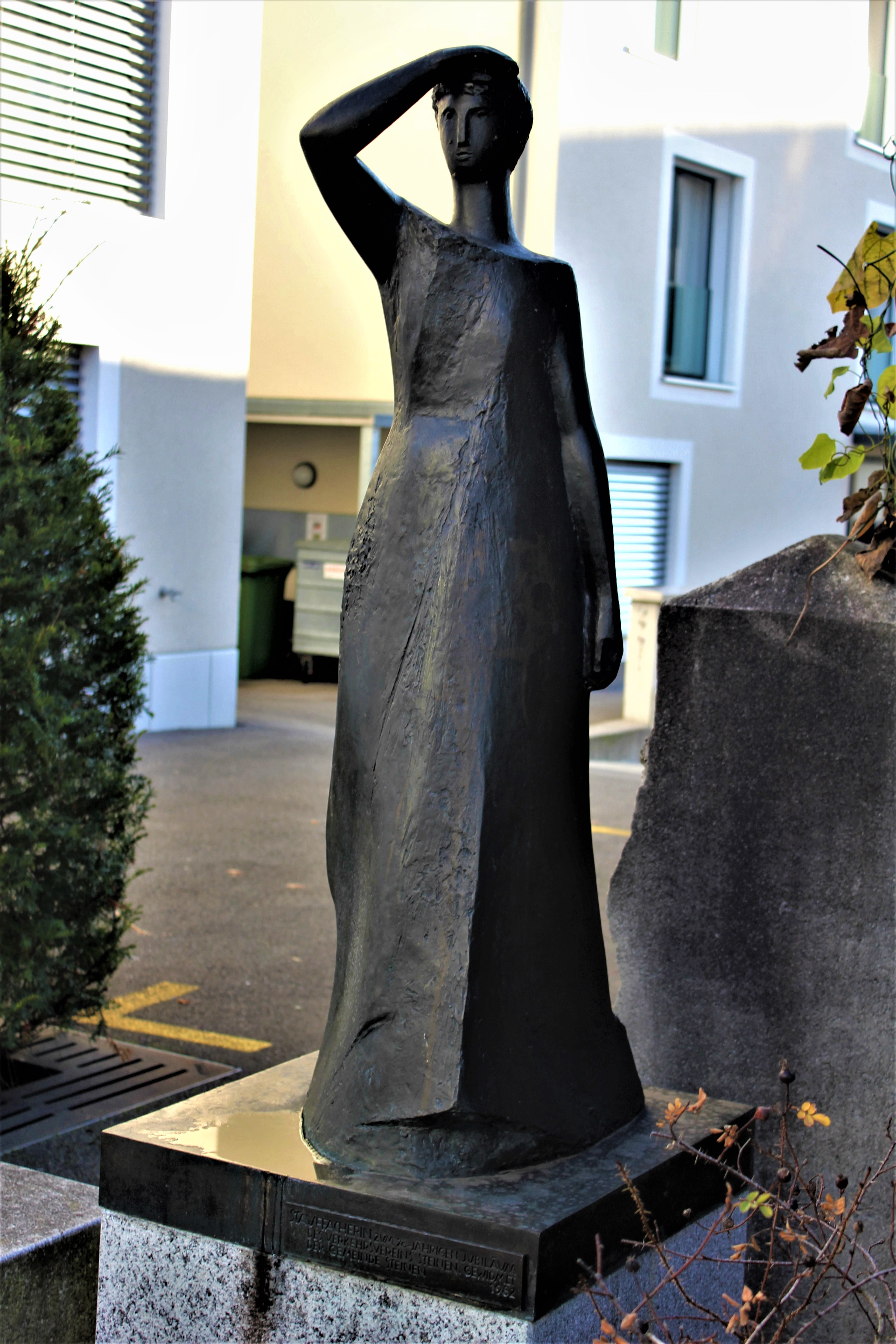
Das Stauffacherin-Denkmal in Brunnen (2020)

Das Stauffacherin-Denkmal ist ein 1983 eingeweihtes Denkmal für die Sagenfigur Gertrud Stauffacher in der Gemeinde Steinen im Schweizer Kanton Schwyz. Die Bronzeplastik wurde 1976 von Josef Rickenbacher geschaffen. Es handelt sich um eines von nur wenigen Frauendenkmälern in der Schweiz. Erste Pläne für ein Stauffacherin-Denkmal datieren bis ins 19. Jahrhundert.

## Geschichte

### Erstes Projekt

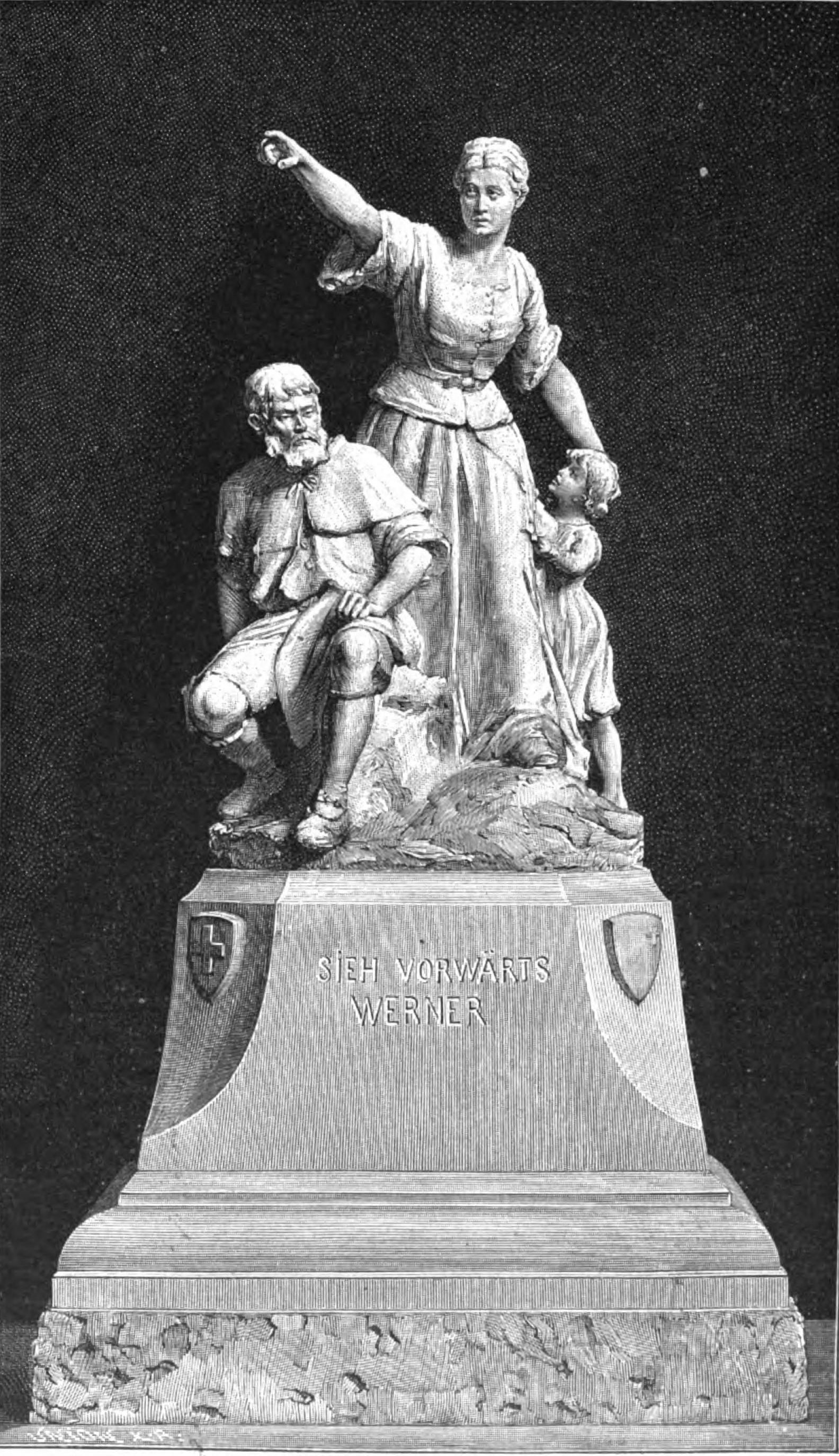
Entwurf von Max Leu für ein Stauffacherin-Denkmal, 1898

Nachdem 1895 in Altdorf UR das Telldenkmal eingeweiht worden war, beschlossen die Delegierten am Ersten Schweizerischen Kongress für Fraueninteressen im September 1896 in Genf, mit einem Denkmal für die «Stauffacherin» ein weibliches Pendant zu errichten. Diese galt seit Schillers Schauspiel Wilhelm Tell (1804) als Symbolfigur der kühnen und energischen Schweizerin. Planung und Ausführung wurden an das Frauenkomitee Bern delegiert. Das Vorhaben sollte mit öffentlichen Spenden finanziert werden. Der Solothurner Bildhauer Max Leu war derart angetan von der Idee, dass er 1897 in Paris unentgeltlich die Arbeit an einem Entwurf aufnahm. Er zeigte die Szene aus Wilhelm Tell, wo die Stauffacherin ihren noch zaudernden Gatten mit dem berühmt gewordenen Blankvers zur Tatkraft ermuntert: «Sieh vorwärts, Werner, und nicht hinter dich!», und als erste Figur im Stück zum Widerstand aufruft. Der Kunstkritiker Felix Vogt sah den Entwurf in Leus Atelier und war voll des Lobes. Die Figur der Stauffacherin imponiere «nicht nur durch die Schönheit der Linien, sondern auch durch die Richtigkeit der Gebärde». 1898 übersandte Leu den Entwurf an das Frauenkomitee, das sich sogleich mit dem Gemeinderat von Steinen SZ, wo Stauffacher mit seiner Frau gewohnt haben soll, zwecks einer Platzierung in Verbindung setzte. Im September desselben Jahres stellte Leu die Figurengruppe am Schweizerischen Kunstsalon aus und fand regen Zuspruch. Joseph Victor Widmann rühmte das «in edlen Verhältnissen geschaffene Werk» in einer Besprechung. Die deutsche Illustrierte Die Gartenlaube widmete ihm einen eigenen Artikel. Gleichzeitig wurden auch (tendenziell misogyn motivierte) negative Stimmen laut. Der Grütliverein etwa kritisierte, die «heroische, befehlende Haltung» der Stauffacherin sei «falsch, naturwidrig und störend» und passe nicht zum «sinnenden, sitzenden Werner». Im Bezirksrat Schwyz ereiferte sich jemand, das Geld für ein solches Denkmal würde besser für die «Gründung einer nationalen Anstalt für Heranbildung von Krankenpflegerinnen» verwendet. Am 4. Februar 1899 erlag Leu mit 36 Jahren einem Zungenkrebs. Das Denkmal wurde nie realisiert. Immerhin stellte man 1902 eine von Giuseppe Chiattone geschaffene Skulptur der Stauffacherin im Bundeshaus in Bern auf.

### Zweites Projekt
1976 schuf der Bildhauer aus Steinen Josef Rickenbacher die Plastik Die Stauffacherin, indem er frühere seiner Frauenfiguren weiterentwickelte. Ursprünglich sollte die Statue in Küssnacht platziert werden. Als man dort aber zu lange zögerte, holte Beat Borer, der Präsident des Verkehrsvereins Steinen, das Werk nach Steinen. Weil auf dem Sockel die Jahreszahl 1982 eingraviert ist, wird meist fälschlicherweise davon ausgegangen, dass das Denkmal in diesem Jahr errichtet wurde. Die Einweihung fand aber tatsächlich erst am 1. August 1983 statt, als Borer das Denkmal, das unter Glockengeläute enthüllt wurde, der Gemeinde als Geschenk des Verkehrsvereins überreichte.

## Beschreibung und Deutung
Anders als bei Leus Entwurf weist die Stauffacherin bei Rickenbacher nicht aktiv in die Zukunft, sondern hebt ihre Rechte schirmend vor die Augen, um in die Ferne zu schauen. In der zeitgenössischen Rezeption dominierte auch bei Rickenbachers Umsetzung die berühmte Schillerszene mit dem geflügelten Wort «Sieh vorwärts, Werner». In Anspielung auf den ersten Standort des Denkmals zwischen Schule und Gemeindehaus mutmassten die Neuen Zürcher Nachrichten etwa, die Stauffacherin solle «vermutlich die Politik wie die Jugend an ihren berühmten Satz gemäss Schillers Freiheitsdrama erinnern». Inge Sprenger Viol meinte in der Migros-Zeitung Wir Brückenbauer, die Statue strahle «Hoffnung, Zuversicht für eine ‹lebbare› Zukunft aus». Auch Josef Brunner sah in der Plastik ein «Sinnbild der Zuversicht, des Glaubens an die Zukunft» und verdichtete ihre Aussage zu einem feministischen Appell:

«In ihr ist die Stauffacherin zu einem Denk-Mal unserer Zeit, zu einem Mahnmal für die Zukunft geworden. Die Sendung der Frau im öffentlichen Leben ist in dieser Plastik ausgedrückt.»

Auf dem Sockel der Statue ist folgende Inschrift eingraviert:

«STAUFFACHERIN ZUM 20-JÄHRIGEN JUBILÄUM
DES VERKEHRSVEREINS STEINEN, GEWIDMET
DER GEMEINDE STEINEN 1982»